# Relações entre Brasil e França

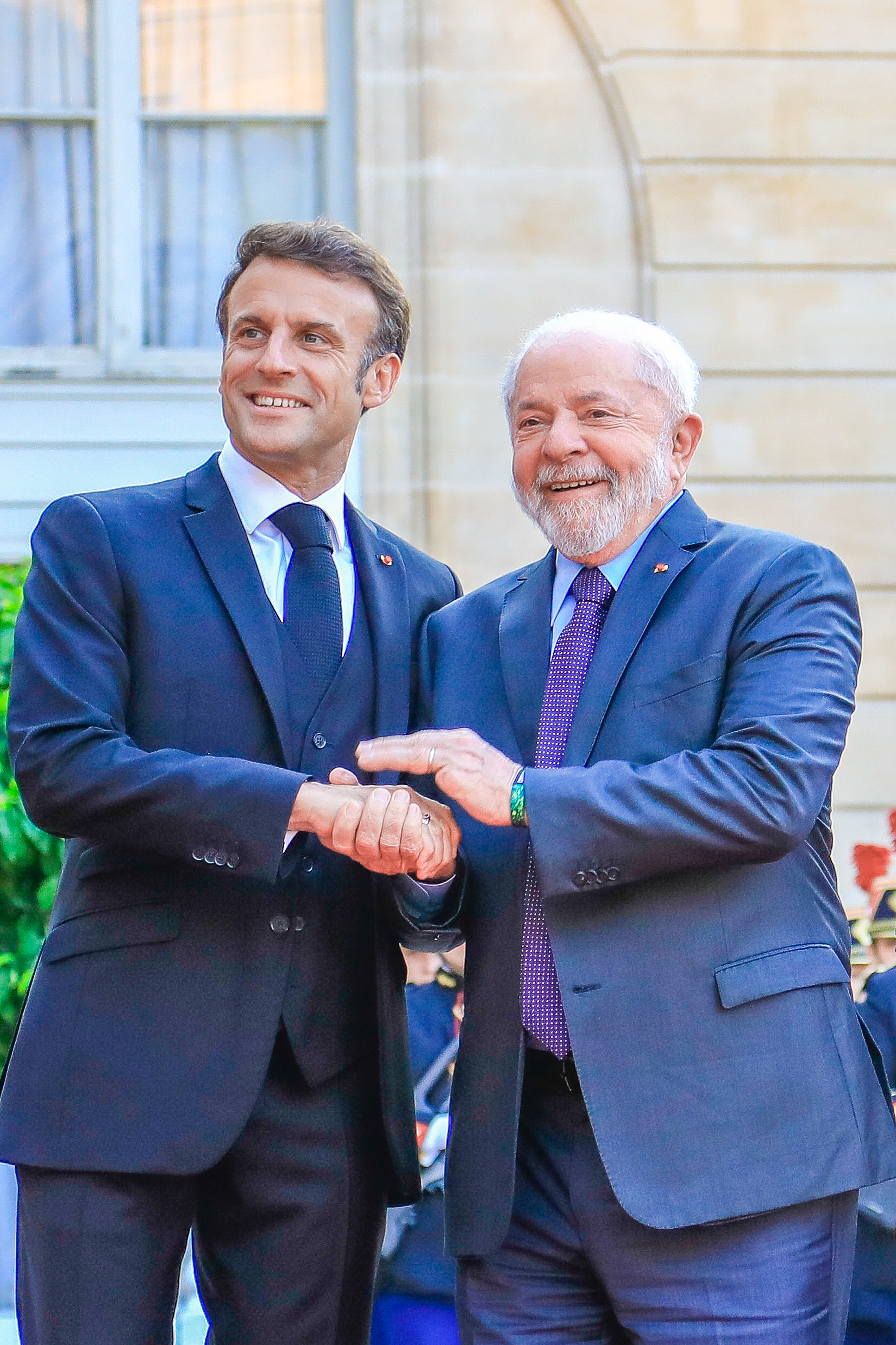
O Presidente Luiz Inácio Lula da Silva cumprimentando o Presidente da França, Emmanuel Macron durante visita oficial ao país em julho de 2023.

As relações entre Brasil e França são as relações diplomáticas estabelecidas entre a República Federativa do Brasil e a República Francesa. O Brasil mantém uma embaixada em Paris, e a França mantém uma embaixada em Brasília e consulados-gerais em Recife, Rio de Janeiro, São Paulo, Belo Horizonte.
A maior fronteira que a França tem com qualquer país é sua fronteira com o Brasil, que mede 730,4 quilômetros e divide o departamento francês da Guiana Francesa do estado brasileiro do Amapá.
Os dois países são as principais potências militares da América do Sul e têm uma forte cooperação. Em 15 de julho de 2005, o Brasil e a França assinaram vários acordos de cooperação militar em áreas como aviação e tecnologias militares avançadas. Em 2008, os dois países assinaram um Acordo de Estatuto de Forças. Brasil e França firmaram uma aliança estratégica formal em 2008. A França é o principal defensor da ambição do Brasil de se tornar um ator global na arena internacional e apoia a adesão do Brasil a um assento permanente no Conselho de Segurança das Nações Unidas. Por meio de transferências significativas de tecnologia, a França ajudou o Brasil a adquirir as principais tecnologias de uma grande potência mundial nos setores militar, espacial, energético e tecnológico.

## Cooperação

### Comércio
O Brasil é o principal parceiro comercial da França na América Latina e o quarto parceiro mais importante fora da OCDE. Mais de 500 empresas francesas são estabelecidas diretamente no Brasil e empregam mais de 250.000 pessoas. O comércio total entre os dois países ultrapassou 6,5 bilhões de dólares em 2009.

### Cultura
O Brasil é o principal parceiro da França na América Latina em cooperação cultural, científica e técnica. Três escolas secundárias francesas (Brasília, Rio e São Paulo) têm um total de 2.150 alunos; 1.000 deles são franceses. As Alianças Francesas no Brasil constituem as mais antigas e extensas do mundo (74 estabelecimentos em 52 cidades). O Brasil, através de suas conexões passadas e presentes com a França, é elegível para ser membro da Organização Internacional da Francofonia. Ambos os países também compartilham a distinção de serem os maiores países de maioria católica romana em seus respectivos continentes.
Após o acordo entre o Brasil e França, o primeiro evento apresentado no país foi o Festival Varilux de Cinema Francês em 2010.

### Fronteira

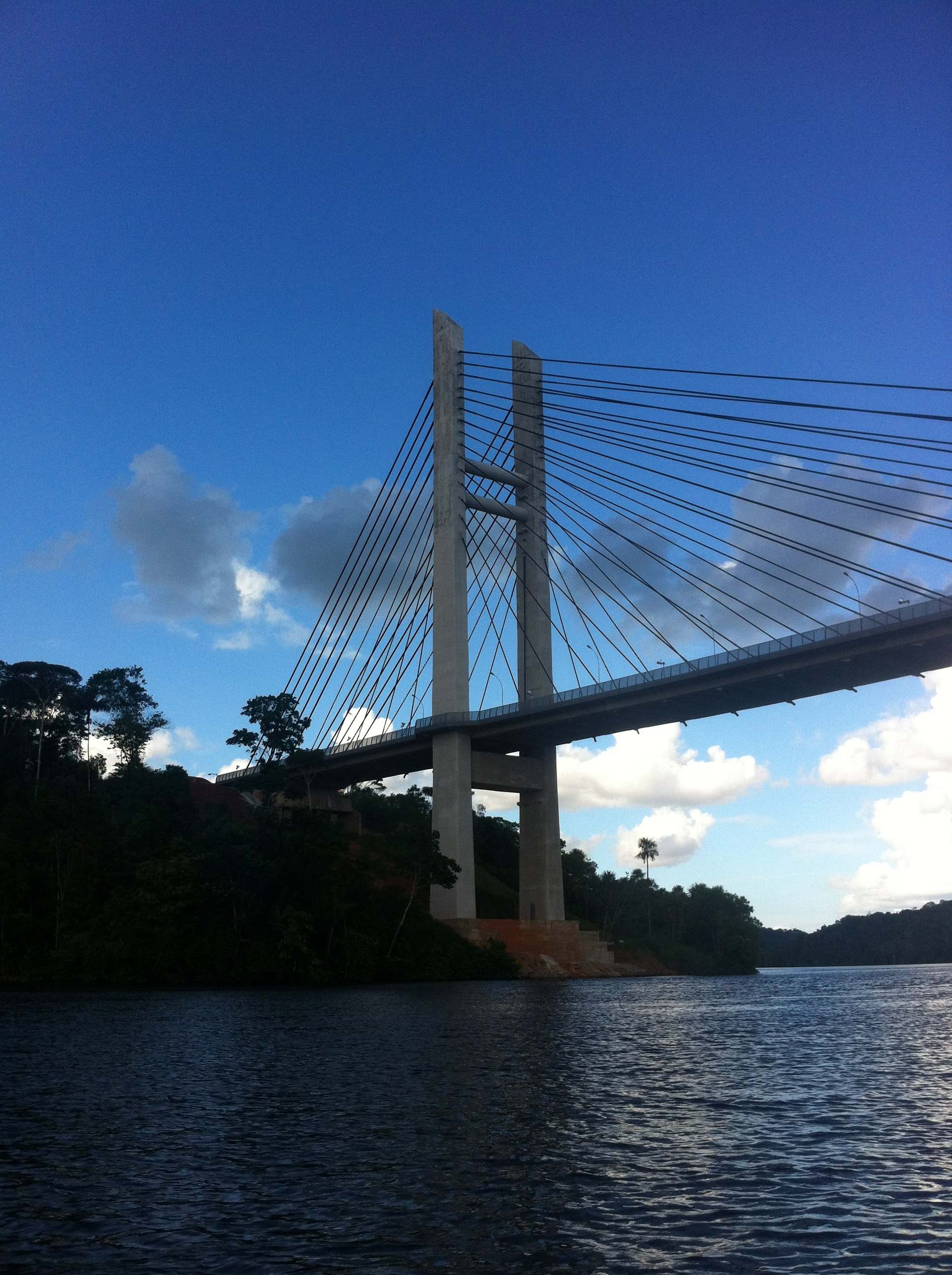
Ponte Binacional Franco-Brasileira, na Fronteira Brasil–França.

O Brasil e a França compartilham uma fronteira de 673 km entre o estado do Amapá e o departamento ultramarino da Guiana Francesa. A cooperação transfronteiriça permite integrar melhor a Guiana Francesa ao seu ambiente geográfico, responder às preocupações de ambas as partes sobre os vários riscos tranfronteiriços, incentivar o intercâmbio e o comércio humano e desenvolver a economia da região amazônica, respeitando as populações locais e meio ambiente extraordinário. A concessão à França, por iniciativa do Brasil, de status de observador na Organização do Tratado de Cooperação Amazônica, fortaleceu essa cooperação. A construção da Ponte Binacional Franco-Brasileira sobre o rio Oiapoque, decidida durante a visita do presidente Lula à França, também tornou possível a ligação rodoviária Caiena-Macapá.

### Militar
A cooperação militar passou por grandes desenvolvimentos nos últimos anos. Em 15 de julho de 2005, o Brasil e a França assinaram vários acordos de cooperação militar em áreas como aviação e tecnologias militares avançadas. Em 2008, os dois países assinaram um Acordo de Estatuto de Forças. Em 23 de dezembro de 2008, o Brasil e a França estabeleceram uma aliança estratégica formal.
Brasil e França assinaram um grande pacto de defesa em 24 de dezembro de 2008. Na ocasião, o governo brasileiro comprou 50 helicópteros Eurocopter EC725, um submarino nuclear e quatro submarinos da classe Scorpène do governo francês no valor estimado de 12 bilhões de dólares. O ex-presidente brasileiro Luiz Inácio Lula da Silva e o ex-presidente francês Nicolas Sarkozy assinaram um acordo aprovando a venda no Rio de Janeiro. Todos esses contratos vêm com significativa transferência de tecnologia e oferecem perspectivas de participação consideráveis para a indústria brasileira.
Em setembro de 2009, os dois países anunciaram uma joint venture entre a Agrale e a Renault para produzir veículos de transporte militar.

### Ciência
A França é o segundo parceiro científico do Brasil, depois dos Estados Unidos, e o principal na América Latina. Os dois países cooperam nas áreas de mudança climática, desenvolvimento sustentável, biodiversidade, inovação tecnológica e genoma.

## Incidentes diplomáticos

### Intrusão Francesa no Amapá

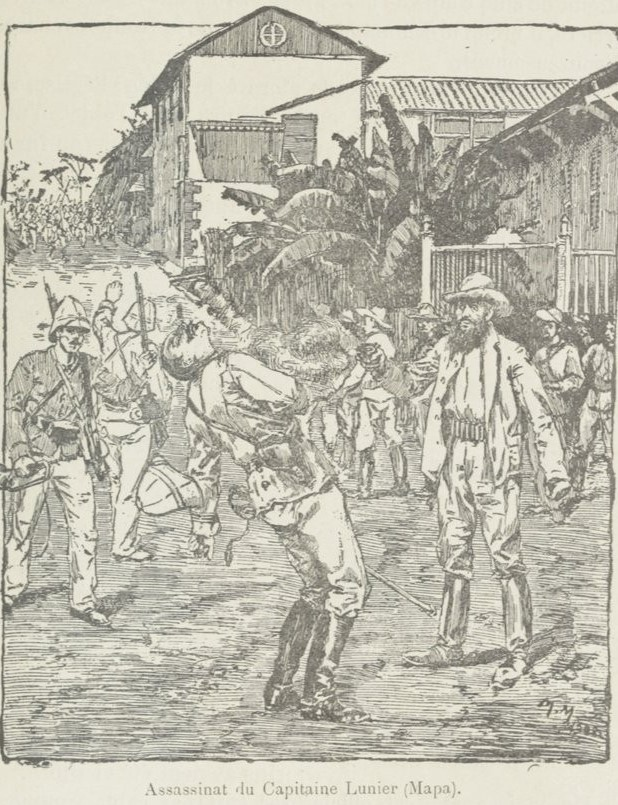
Morte do capitão Lunier durante a invasão na cidade de Amapá, ilustração francesa publicada em 1912

A descoberta de ouro no Amapá, em fins do século XIX, reacendeu o interesse de brasileiros e franceses pela região, numa disputa conhecida como o Contestado franco-brasileiro ou Contesté franco-brésilien (Questão do Amapá).
Em Maio de 1895, o governador da Guiana Francesa (sem autorização do governo francês) enviou ao município Amapá a canhoneira Bengali. Um grupo de 60 soldados sob comando do capitão Lunier desembarcou com a missão de libertar o colaboracionista Trajano Benitez, que dirigia a República de Cunani dentro da esfera de influência da França.
Francisco Xavier da Veiga Cabral comandou a reação dos brasileiros contra a intrusão, causando a morte de Lunier e outros militares franceses. A força francesa massacrou a população civil  mas, a ação de Cabral barrou a invasão da França e, este tornou-se herói nacional. Brasileiros e franceses apelaram para um arbitramento internacional, executado por Walter Hauser, presidente da Suíça, que decidiu de forma totalmente favorável ao Brasil em 1º de Dezembro de 1900.

### Guerra da Lagosta

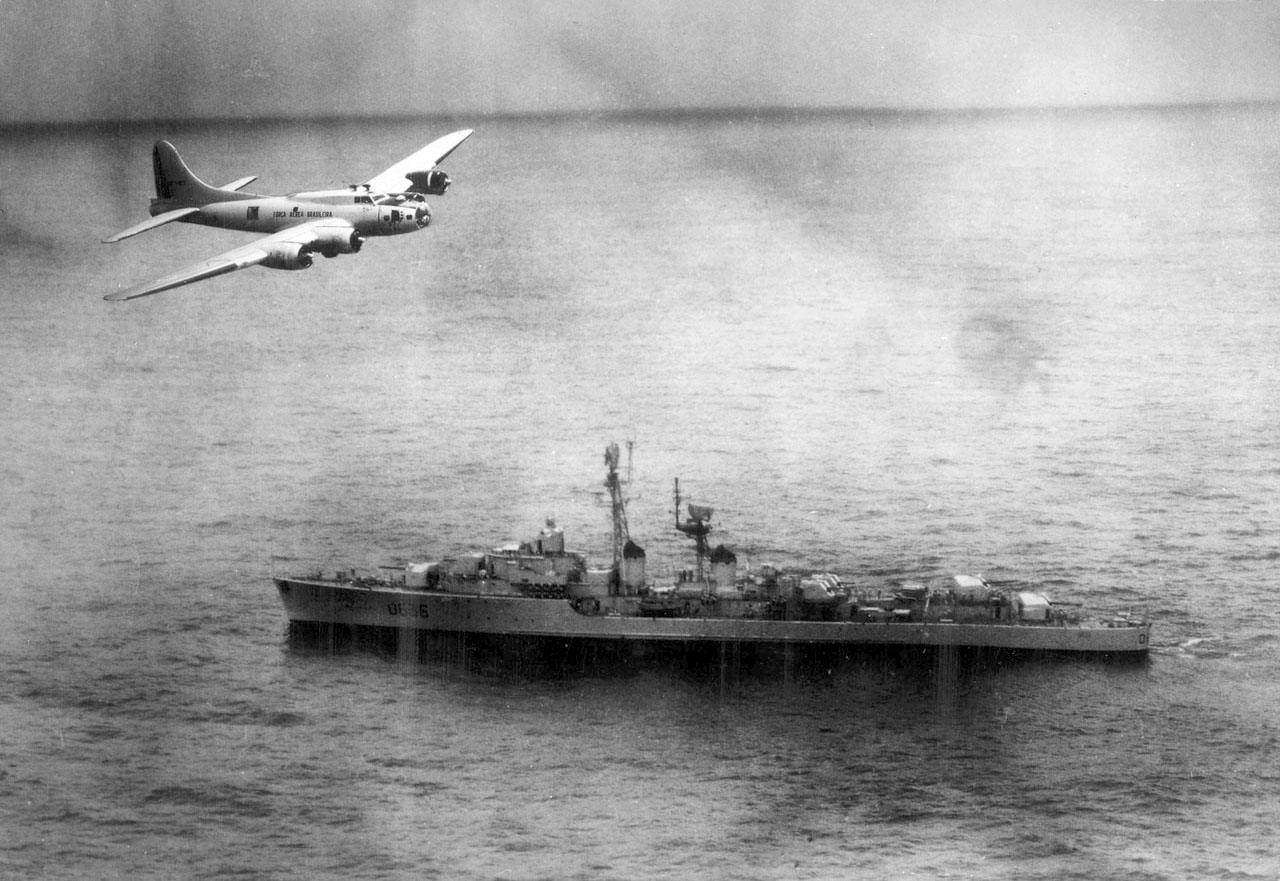
Um Boeing B-17 do Brasil sobrevoa o navio de guerra francês Tartu (D636), ao largo da costa do Brasil em 1963.

A crise diplomática entre os dois países conhecida como a "Guerra da Lagosta", ocorreu no início da década de 1960, quando barcos pesqueiros franceses passaram a pescar no litoral brasileiro, mais precisamente no estado de Pernambuco. Até este período, as embarcações francesas possuíam licença apenas para realizar pesquisas. Ao constatar que as embarcações estavam pescando lagostas em grande escala, a Marinha do Brasil cancelou a licença. Em novembro de 1961, a França voltou à pesca, desta vez pedindo autorização para atuar fora das águas territoriais brasileiras, na região da plataforma continental. A autorização foi concedida, mas em janeiro de 1962 começaram os problemas. O pesqueiro francês Cassiopée foi flagrado capturando lagostas e foi apreendido por uma corveta brasileira. Este incidente abriu uma curiosa discussão diplomática a respeito da natureza do animal em questão. A Convenção de Genebra, assinada em 1958, assegurava que os recursos minerais, biológicos, animais ou vegetais da plataforma continental pertencem ao país costeiro.

### Governo Jair Bolsonaro
Especulações sobre as desavenças entre Macron e Bolsonaro vieram à tona na cúpula do G20, em Osaka, Japão, no final de junho de 2019, após o presidente francês ameaçar não assinar o acordo de livre comércio entre a UE e o Mercosul se Bolsonaro abandonasse o Acordo de Paris sobre o clima. Posteriormente, os líderes se encontraram e Bolsonaro teria convidado Macron a visitar a Amazônia e ver de perto o que vinha sendo feito, segundo ele, para a preservação da região, e garantiu que não deixaria o pacto ambiental.

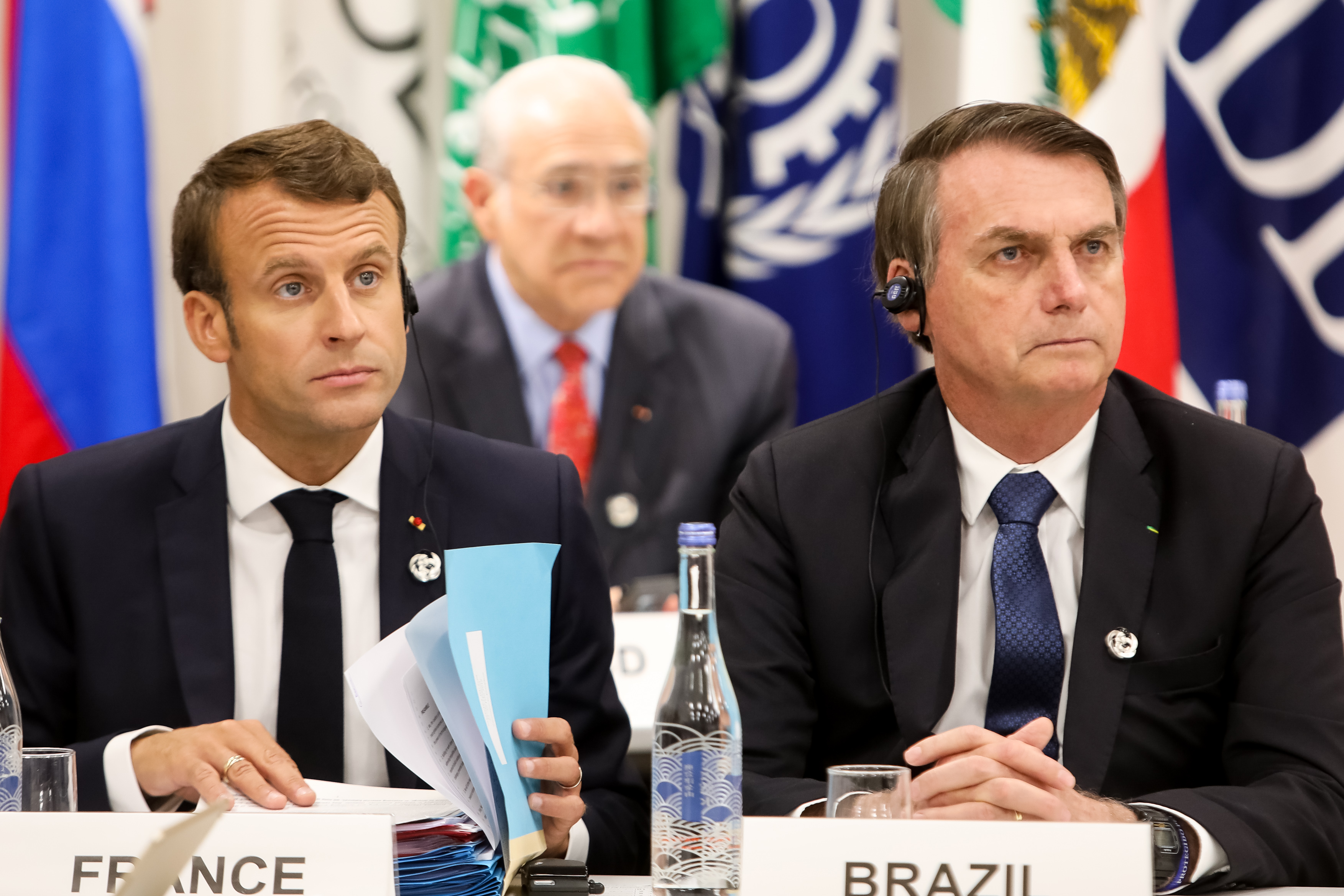
O presidente francês, Emmanuel Macron (esquerda), classificou os incêndios florestais como uma "crise internacional".

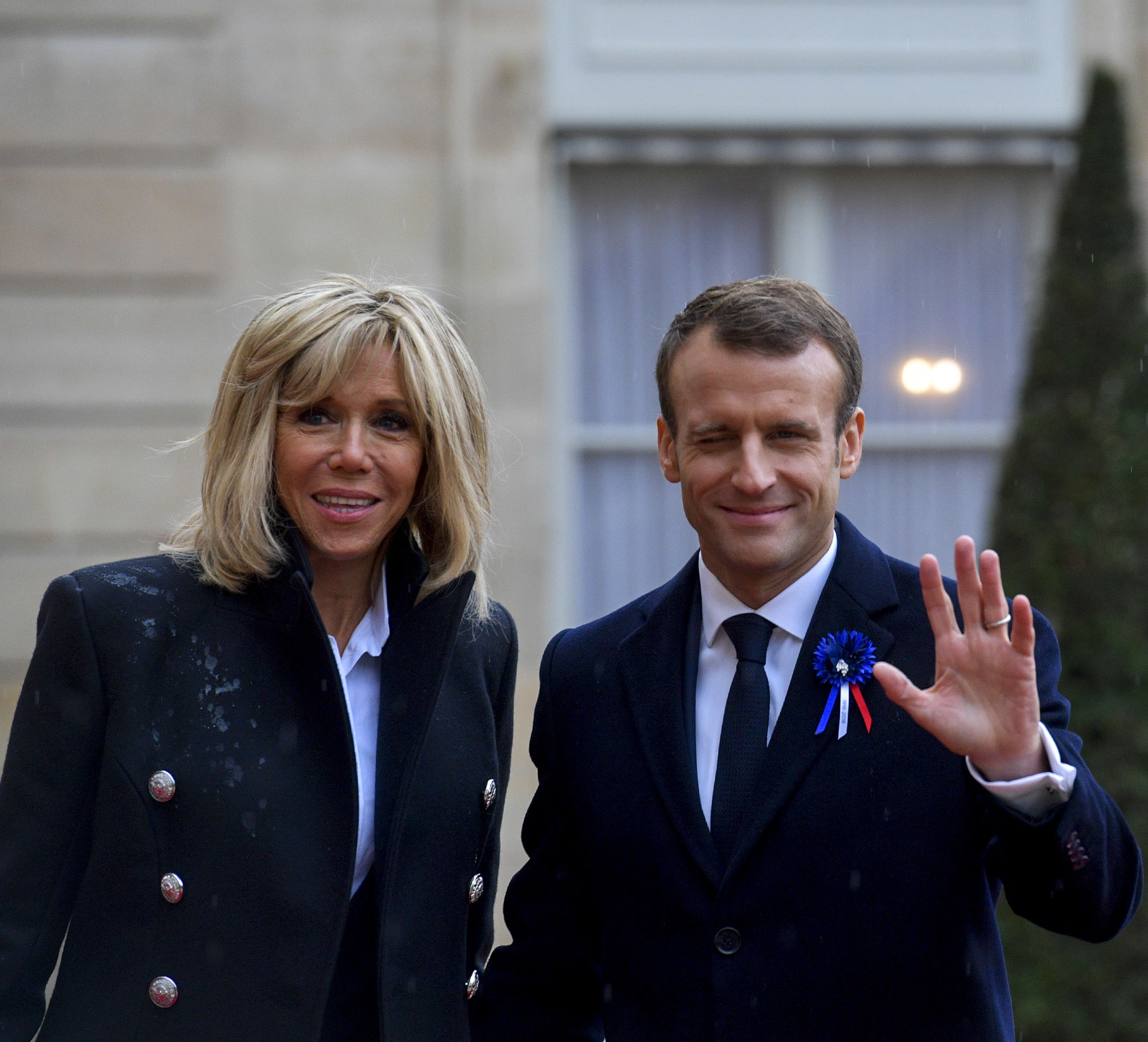
Brigitte Macron ao lado de Emmanuel Macron em novembro de 2018.

Cerca de um mês após a reunião do G20, no entanto, Bolsonaro cancelou uma reunião de 30 minutos que teria com o chanceler francês Jean-Yves Le Drian em Brasília. Segundo o Itamaraty, o encontro teria sido cancelado por "problemas de agenda" do presidente da República, mas, na hora em que a reunião deveria acontecer, Bolsonaro estava cortando o cabelo, enquanto transmitia ao vivo pelas redes sociais presidenciais. O presidente depois alegou que não se reuniu com o chanceler francês porque Le Drian teve encontros com representantes da oposição e de ONGs brasileiras. Alguns dias depois, Le Drian ironizou a "emergência capilar" do presidente brasileiro.
No dia 22 de agosto, Macron postou em sua conta do Twitter uma mensagem sobre os incêndios na Amazônia onde pedia que os países do G7 pusessem essa "crise internacional" na pauta do encontro. Ele também usou uma foto antiga de uma queimada na Amazônia, tirada pelo fotojornalista Loren McIntyre, morto em 2003. Bolsonaro aproveitou a imagem anacrônica para lamentar que Macron buscasse "instrumentalizar" uma questão interna do Brasil para "ganhos pessoais" e afirmar que o "tom sensacionalista" adotado por Paris "não contribui em nada para a solução do problema amazônico" e evoca "mentalidade colonialista descabida no século XXI". Em resposta, Macron acusou Bolsonaro de mentir quando lhe disse na cúpula do G20 que estava comprometido com o Acordo de Paris e afirmou que seria contrário ao acordo entre União Europeia (UE) e Mercosul caso o governo brasileiro não mudasse sua política ambiental. Bolsonaro "lamentou" que um "chefe de Estado como o da França" tenha chamado o presidente brasileiro de "mentiroso", afirmando que não é o governo brasileiro que "divulga fotos do século passado para potencializar o ódio contra o Brasil por mera vaidade".
No final de agosto, um dos seguidores da página de Bolsonaro no Facebook postou uma montagem com duas fotos, uma com Emmanuel Macron e sua esposa, Brigitte, e outra de Bolsonaro e Michelle, em uma publicação que o presidente brasileiro havia feito sobre as queimadas. "Entende agora pq Macron persegue Bolsonaro?", escreveu o seguidor. A página oficial de Bolsonaro então respondeu com a mensagem: "não humilha cara. kkkk". Posteriormente, a resposta foi apagada, mas membros do Governo Bolsonaro, como Renzo Gracie e Paulo Guedes, também questionaram a aparência de Brigitte. As declarações causaram repercussão negativa e impulsionaram a campanha online #DesculpaBrigitte, pela qual a primeira-dama francesa prestou agradecimentos públicos. O incidente foi a maior crise diplomática entre os dois países desde a Guerra da Lagosta nos anos 1960. Em uma entrevista durante a reunião do G7, Macron disse que o comentário de Bolsonaro sobre sua mulher foi "extremamente desrespeitoso", além de "triste" e uma "vergonha" para as mulheres brasileiras. Ele disse que "respeita" os brasileiros, mas que espera que "eles tenham muito rapidamente um presidente que se comporte à altura" do cargo.